# Walfischrippe (Osterode)

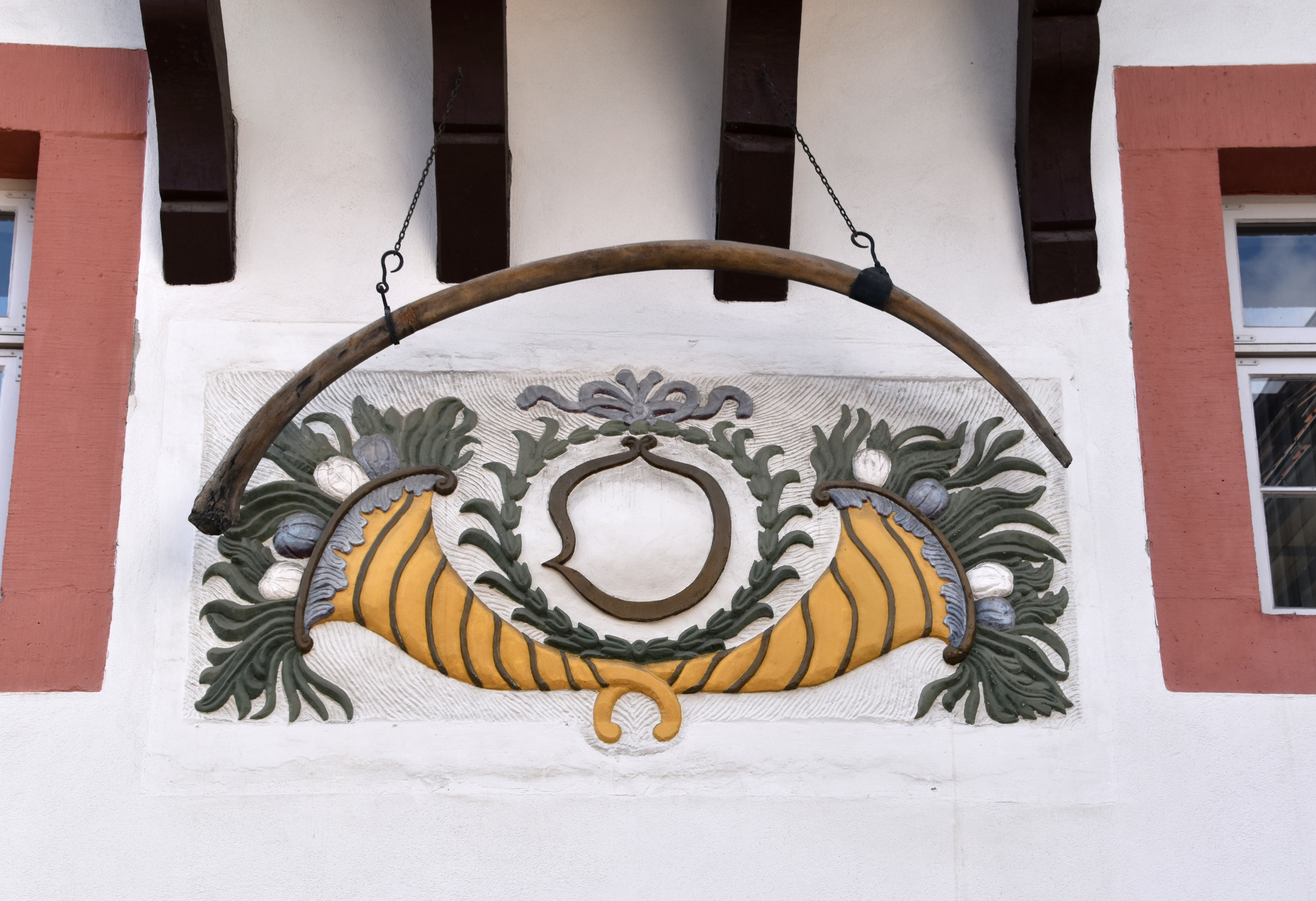
Die Replik der Hünenrippe mit Fassadenschmuck am Alten Rathaus

Die Walfischrippe, auch Hünenrippe genannt, ist eine Walrippe, die bis 1995 am Alten Rathaus von Osterode am Harz hing, und die Stadt vor Aufruhr, Krieg, Feuer und Überschwemmung bewahren soll. Das Original findet sich seitdem im Museum im Ritterhaus in Osterode.
Der Knochen diente vermutlich als Fassadenschmuck und Talisman. Hinter der „Hühnenrippe“ prangen schmuckvolle Ornamente an der Wand. Zwei gefüllte Füllhörner und ein Lorbeerkranz um ein großes „O“. Die Ornamente bilden die nachmittelalterliche Form des Stadtwappens.

## Herkunft

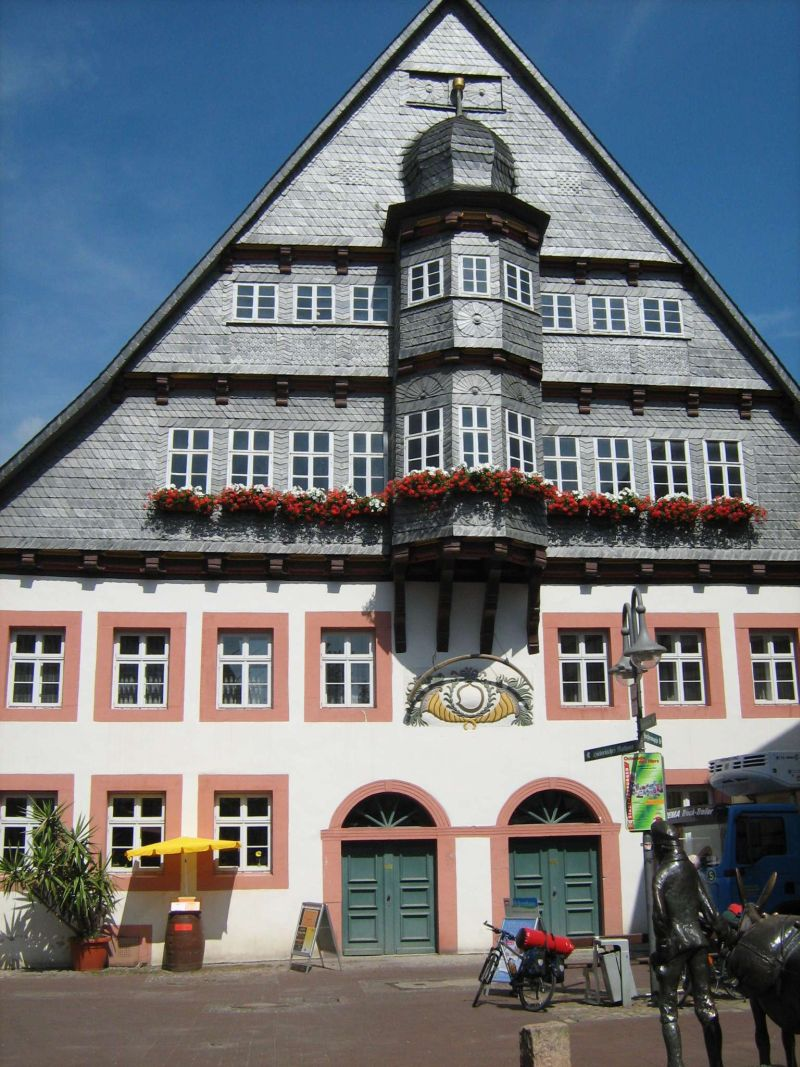
Giebelfassade des Rathauses mit der Replik der Hünenrippe

Die Herkunft der Rippe ist bislang ungeklärt. Möglicherweise brachten Händler die Walrippe über den Seeweg nach Osterode. Osterode besaß Handelsbeziehungen in die Hafenstädte. Ab den 1780er Jahren wurde in der Fabrikstadt Osterode auch Baumwolle aus Übersee verarbeitet. Zu jener Zeit gab es viele deutsche Walfänger, und möglicherweise hat ein Händler die Rippe mit nach Osterode gebracht. Es gibt nur wenige Dokumente über die damaligen Geschehnisse in Osterode, da viele Dokumente einer Entrümpelungsaktion zum Opfer gefallen sind. Wahrzeichen in der Art der Hünenrippe finden sich auch zum Beispiel in Bad Gandersheim, Goslar und Halberstadt.

## Schriftliche Erwähnungen
Erstmals erwähnt wurde der Knochen als „Riesenrippe“ im April 1789 von dem niederländischen Dichter A. C. W. Staring in seinem Werk Tagebuch der Rückreise.

“Den 17 Apr. [1789] vertrok ik s'Morgens om 6 uur met extrapost van Northeim naar Osterode. – een bedroefd, oud Nazareth – voor het stadhuis hangt nog, o sancta simplicitas! een reuzenribbe.”

„Am 17. April fuhr ich morgens mit der Extrapost von Northeim nach Osterode – ein trauriges, altes Nazareth – vor dem Rathaus hängt noch, o sancta simplicitas (-o heilige Einfalt) eine Riesenrippe“

Wilhelm Blumenhagen erwähnt 1837 bei der Beschreibung des Alten Rathauses einen drei Ellen langen Knochen.

„von den Osterödern für eine Hühnenrippe ausgegeben, sicherlich das fossile Stück eines urweltlichen Riesenthieres, vielleicht einst in dem nahen Hörden ausgegraben, deren Meeresgruben früherin solche Schätze in großer Anzahl lieferten.“

Ende des 19. Jahrhunderts wird bereits die Vermutung geäußert, dass es sich um die Rippe eines Wales handeln könne.

„Sehenswert: Das Rathaus mit der an Ketten hängenden »Hünenrippe«, wahrscheinlich der Rippe eines Walfisches (zufällig hierher gelangt).“

## Wissenschaftliche Untersuchung
Im Jahr 1995 wurde die Hünenrippe im Rahmen einer Sanierung der Hausfassade abgehängt, und die Hühnenrippe durch eine Biologin untersucht. Dabei wurde festgestellt, dass es sich bei dem Knochen um die Rippe eines Wals handelt. Bestimmt wurde die Zugehörigkeit der Rippe über Gestalt, Länge und Ansatzformen der Rippe an der Wirbelsäule. Die Spekulation von Wilhelm Blumhagen ist somit widerlegt. Der Knochen ist nicht prähistorisch. Eine Einbettung in Sediment, wie sie bei einem prähistorischen Knochen vorliegen müsste, lag bei der Hühnenrippe nicht vor. Die Rippe war durch Klima und Luftschadstoffe stark angegriffen, deshalb wurde das Original saniert und durch eine Replik ausgetauscht, die jetzt am Alten Rathaus hängt.